# Evergaz
Evergaz est un holding contrôlant des entreprises spécialisées dans le développement d'installations de méthanisation.

## Historique
L'entreprise est fondée en 2008 sous le nom de Holding Verte par le groupe Aqua de Lionel Le Maux, Samuel Moreau et Frédéric Flippo,.
En 2016, elle acquiert Bio Méthanisation Partenaires,. La même année, elle entre sur le marché de l'injection de biométhane avec le projet Métha Horizon dans la Marne.
En 2018, l'investisseur Meridiam entre à son capital et fournit des fonds à la plate-forme de financement de projets, pour un total de 30 millions d'euros,. Ceci permet notamment le rachat en fin d'année de Methaneo, filiale méthanisation d'Albioma.
En 2019, Evergaz fait partie de la première promotion de l'Accélérateur Transition Énergétique lancé par l'Ademe et Bpifrance.
En octobre 2023, Evergaz obtient 20 millions d'euros de financement grâce à l'émission de fonds convertibles en action souscrits auprès de BPI France et Eiffel Gaz Vert.
En février 2024, Evergaz, qui était proche d'ouvrir son capital, est finalement contraint de reporter l'arrivée d'un nouvel actionnaire faute d'avoir pu trouver un accord.

## Activités
L'entreprise conçoit, rachète et exploite des unités de méthanisation, essentiellement en milieu agricole. Elle est présente essentiellement en France (10 unités en 2020), notamment dans l'Oise où elle est partenaire de la SICAE locale. Elle dispose aussi de trois unités à l'étranger, notamment en Allemagne, en Belgique et en Chine. Ses unités produisent de l'électricité par cogénération avec de la chaleur ou du biométhane.
Le groupe, dirigé par Alain Planchot, a un chiffre d'affaires de 6 millions d'euros. Evergaz est impliquée dans le projet de pôle de recherche sur la méthanisation Certimetha à Rosières-près-Troyes (Aube). Elle distribue du Gaz naturel pour véhicules (GNV) depuis 2019 à Azé, près de Château-Gontier, afin de soutenir la demande de bioGNV.